# نادي فالنسيا (المالديف)
نادي فالنسيا هو نادي كرة قدم مالديفي تأسس في 1979. يلعب في دوري جزر المالديف لكرة القدم.

## التاريخ
نشأت فكرة تأسيس نادٍ لكرة القدم باسم (نادي فالنسيا) في أواخر سبعينات القرن العشرين من لاعبي الفرق المشاركين في تجمع كرة القدم للشباب الذي نظمته الأكاديمية الوطنية للرياضة.
الاسمان الأولان اللذان عرضا على الحكومة للموافقة عليهما كان اسم النادي هما حركة الشباب الترفيهية ويوفنيلي فالنسيا أتلتيكو وكلاهما رفض أما الاسم الثالث، نادي فالنسيا فقد تمت الموافقة عليه من قبل الحكومة.
الرئيس الحالي للنادي هو السيد عادل جليل الذي تم انتخابه لهذا المنصب في عام 2015.

## اللاعبون
ملاحظة: تشير الأعلام إلى المنتخب الوطني على النحو المحدد في قواعد الأهلية للفيفا. قد يحمل اللاعبون أكثر من جنسية واحدة غير تابعة للفيفا.
| الرقم | البلد    | المركز | اللاعب              |
| ----- | -------- | ------ | ------------------- |
| 1     | المالديف | حارس   | محمد فيصل           |
| 2     | المالديف | مدافع  | شافيو أحمد          |
| 4     | المالديف | مدافع  | Mohamed Sifaan      |
| 5     | المالديف | وسط    | Ahmed Rilwaan       |
| 7     | المالديف | وسط    | Abdul Wahid Ibrahim |
| 8     | المالديف | وسط    | Ahmed Wisham        |
| 10    | المالديف | وسط    | Hassan Adham        |
| 13    | المالديف | مدافع  | أكرم عبد الغني      |
| 13    | المالديف | وسط    | Yoosuf Rameez       |
| 15    | المالديف | مدافع  | إبراهيم عبد الله    |
| 16    | المالديف | وسط    | Ahmed Nishaan       |
| 19    | المالديف | مدافع  | Hussain Mujthaba    |

| الرقم | البلد    | المركز | اللاعب               |
| ----- | -------- | ------ | -------------------- |
| 23    | المالديف | وسط    | Shaheem Abdul Gadhir |
| 25    | المالديف | حارس   | Ahmed Athif          |
| 29    | المالديف | مدافع  | Abdulla Nawwaf       |
| 30    | المالديف | مهاجم  | Haidhar Akram        |

## وصلات خارجية
- الموقع الرسمي